# Ourisia microphylla
Ourisia microphylla là một loài thực vật có hoa trong họ Mã đề. Loài này được Poepp. & Endl. mô tả khoa học đầu tiên năm 1835.